# Parabotia banarescui
Parabotia banarescui är en fiskart som först beskrevs av Nalbant, 1965.  Parabotia banarescui ingår i släktet Parabotia och familjen nissögefiskar. IUCN kategoriserar arten globalt som otillräckligt studerad. Inga underarter finns listade i Catalogue of Life.